# لولوبة صيفية
لولوبة صيفية (الاسم العلمي: Spiranthes aestivalis) هي نوع من النباتات يتبع جنس اللولوبة من الفصيلة السحلبية.